# Johannes Klaus (Schriftsteller)
Johannes Klaus (* 28. Februar 1981 in Weinheim) ist ein deutscher Verleger, Reiseblogger, Grafik-Designer und Herausgeber mehrerer Websites und Bücher für erzählende Reiseliteratur und Reiseführer.

## Leben
2000 machte Klaus sein Abitur. Er wurde Grafikdesigner und lebte von 2004 bis 2014 in Mannheim. Seit 2014 lebt er in Berlin.
2011 erhielt er für seinen 2010 gegründeten Reiseblog reisedepesche.de den Grimme Online Award (Kategorie: Kultur und Unterhaltung). Dort berichtet er über seine Reisen u. a. eine vierzehnmonatige Weltreise. Zudem ist er Gründungsmitglied des Reiseblogger-Kollektivs, einem Verbund von sieben führenden Reisebloggern aus dem deutschsprachigen Raum.
2013 gründete er das führende deutschsprachige Reiseblogportal reisedepeschen.de, auf dem neben ihm 15 bis 20 weitere ausgesuchte Autoren ihre Reiseberichte und Videos veröffentlichen. Der Schwerpunkt des Portals liegt auf gut erzählten Geschichten und Erlebnissen vom Reisen.
Im November 2014 gründete er das Reise-Storytelling-Portal The Travel Episodes, auf welchem sog. Scrollytelling Reportagen ausgewählter Reiseautoren veröffentlicht werden. Diese Reportagen nutzen bildschirmfüllende Videoclips, Fotos und Animationen, um neben den Texten persönliche Reisegeschichten anschaulich zu erzählen.
2016 und 2017 gab Johannes Klaus drei Bücher bei Malik National Geographic (Piper Verlag) heraus: „The Travel Episodes: Geschichte von Fernweh und Freiheit“, „The Travel Episodes: Neue Geschichten für Abenteurer, Glücksritter und Tagträumer“, Malik National Geographic und „The Travel Episodes: Neue Reisegeschichten von allen Enden der Welt“, die die besten Geschichten verschiedener Autoren seiner Portale sammelten. Für 2019 wurde der vierte Band „The Travel Episodes: Über die Lust am Alleinreisen“ angekündigt.
2018 gründete Johannes Klaus gemeinsam mit Marianna Hillmer den Reisedepeschen Verlag, um neue Impulse im Reisebuchmarkt zu setzen. Es werden Reiseführer, Bildbände und Lesebücher verlegt, die zum bewussten und nachhaltigen Reisen anregen sollen, und besonders hochwertig gestaltet und hergestellt werden. Im Juni 2018 wurde der Verlag aus 456 Einreichungen für die Wildcard der Frankfurter Buchmesse ausgewählt.
Seit der Gründung des Verlags werden Reisedepeschen-Reisebücher wiederholt ausgezeichnet: „Die wundersamen Zwölf“ wurden von der Stiftung Buchkunst unter die 25 „Schönsten deutschen Bücher 2020“ gewählt. „Die Meere des Mondes“ gewannen 2024 den ADC Nagel in Bronze des Art Directors Club Deutschland.
2024 erhält Reisedepeschen den Deutschen Verlagspreis 2024, verliehen von der Beauftragten der Bundesregierung für Kultur und Medien.

## Auszeichnungen
- Grimme Online Award 2011 (Kategorie: Kultur und Unterhaltung)[20]
- Reisedepeschen wird mit dem Gütesiegel Deutscher Verlagspreis 2024[21] ausgezeichnet, verliehen von der Beauftragten der Bundesregierung für Kultur und Medien.